# 瓢簞山車站 (愛知縣)
瓢簞山車站（日语：／ Hyōtanyama eki */?）是位於愛知縣名古屋市守山區長榮，為名鐵瀨戶線車站之一。

## 車站結構
為2面2線側式月台之地面車站。因本站引進使用車站集中管理系統，所以全天無站務員服務。
而由大曾根車站來負責管理本站。

### 月台配置
| 月台 | 路線   | 方向 | 目的地           |
| ---- | ------ | ---- | ---------------- |
| 1    | 瀨戶線 | 下行 | 尾張瀨戶方向     |
| 2    | 瀨戶線 | 上行 | 大曾根、榮町方向 |

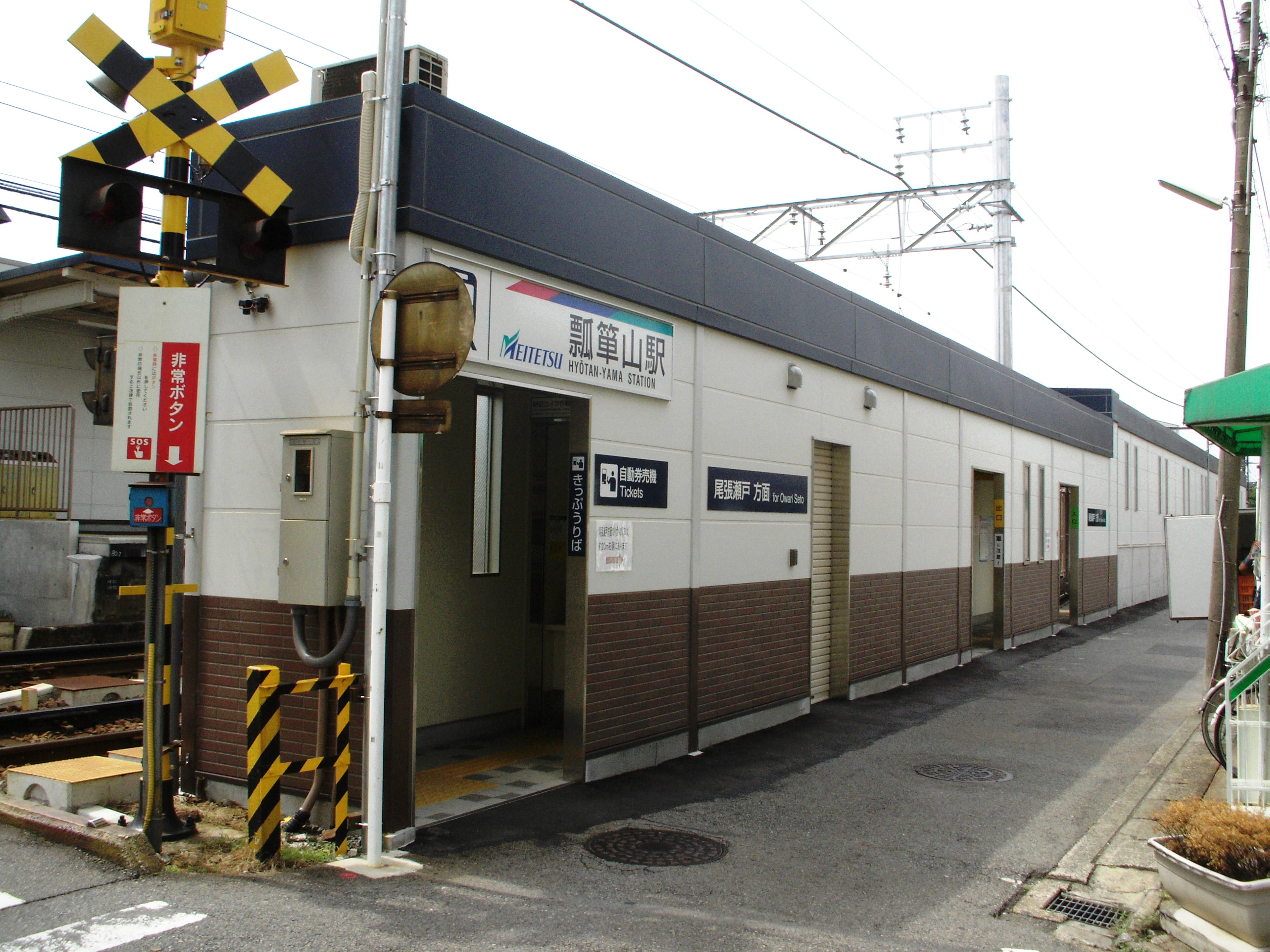
尾張瀨戶方向站舍
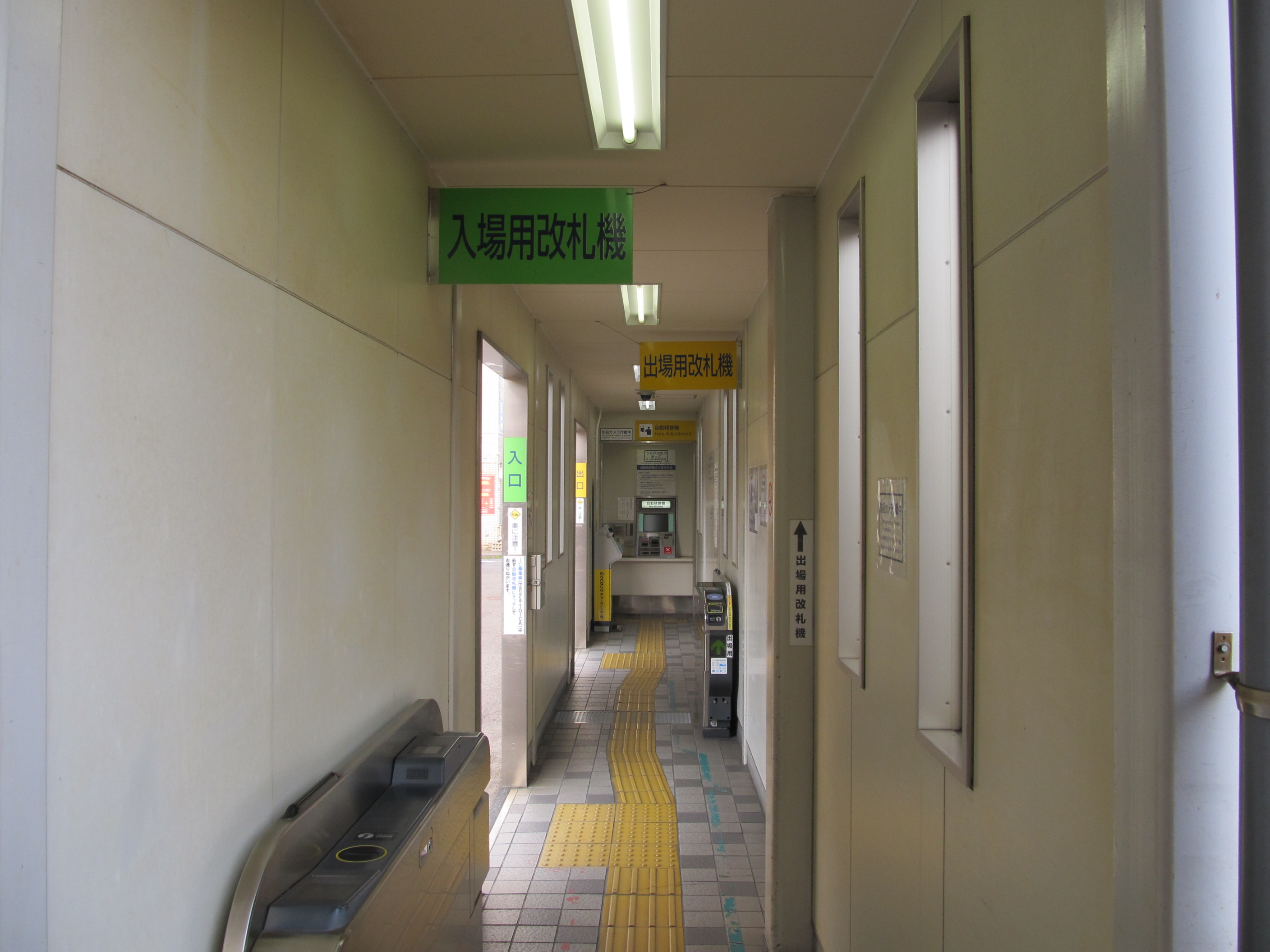
尾張瀨戶方向站舍內的簡易閘機
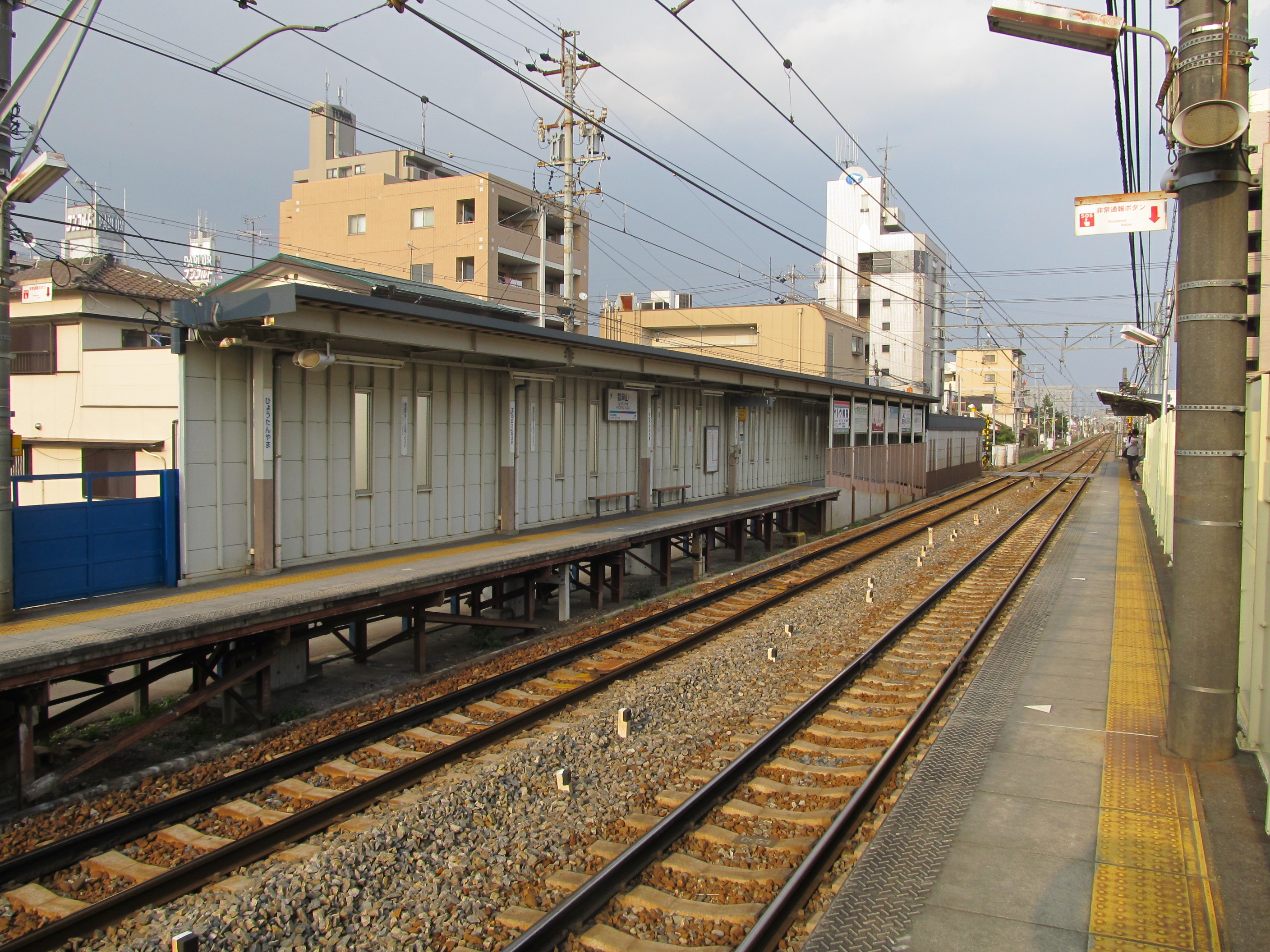
月台

### 配線圖
| ← 尾張瀨戶方向  | 瓢簞山站 構內配線略圖 | → 大曾根、 榮町方向 |
| 图例 参考文献： |                       |                     |

## 相鄰車站
名古屋鐵道
 瀨戶線
■急行、■準急
通過
■普通
守山自衛隊前（ST08）－瓢簞山（ST09）－小幡（ST10）

## 外部連結
- 瓢簞山 - 名古屋鐵道